# 매버릭 센터
매버릭 센터(영어: Maverik Center)는 미국 유타주 웨스트밸리시티에 위치한 실내 경기장이다. 과거 IHL/AHL 유타 그리즐리스의 홈경기장으로 사용했으면, 현재 ECHL 유타 그리즐리스와 G 리그 솔트레이크시티 스타스의 홈경기장으로 사용되고 있다.